# From Autumn to Ashes
From Autumn to Ashes, abgekürzt FATA, ist eine US-amerikanische Post-Hardcore-Band aus Long Island, New York. Zwei der bekanntesten Singles der Band sind The After Dinner Payback und Autumns Monologue (mit Melanie Wills von One True Thing).

## Geschichte
Die im Jahre 2000 gegründete Band um Benjamin Perri, Francis Mark, Mike Pilato, Brian Deneeve und Scott Gross veröffentlichte noch im selben Jahr die mit drei Songs und einem Instrumentalstück ausgestattete EP Sin, Sorrow And Sadness (Tribunal Record). Nach diversen Auftritten in kleinen Clubs erhielt sie einen Plattenvertrag beim Label Ferret Records, bei dem sie 2001 ihr erstes Album Too Bad You’re Beautiful veröffentlichte, welches von Adam Dutkiewicz produziert worden war. Es verkaufte mehr als 100.000 Stück. Es folgten größere Touren u. a. mit Thursday und Taking Back Sunday und als Teil der Vans Warped Tour.
Ein weiterer Label-Wechsel brachte die Band zu Vagrant Records und die Studio-Arbeit führte zum neuen Werk The Fiction We Live (2003), von dem die erste Single The After Dinner Payback auch auf dem Soundtrack von Freddy Vs. Jason zu hören ist.
Ende 2004 verließen Mike Pilato (Bass, heute bei One True Thing) und Scott Gross (Gitarre) die Band. Gross wechselte zu The Mirror. Neu in die Band kamen Jonathan Cox (Gitarre) und Josh Newton (Bass). Das neue Quintett produzierte 2005 zusammen mit Garth Richardson (Red Hot Chili Peppers, Rage Against the Machine, Mudvayne) das dritte Album Abandon Your Friends, auf das die erste große Europa-Tour folgte.
2005 verließ Jonathan Cox die Band, 2006 Sänger Benjamin Perri. Francis Mark, der bisher hauptsächlich für das Schlagzeug verantwortlich war, übernahm in Folge den gesamten Gesang, dies auch auf dem vierten Studioalbum Holding a Wolf by the Ears von 2007, das über das Label Vagrant Records veröffentlicht wurde. Etwas später stieß Mitgründer und Bassist Mike Pilato wieder zu der Band und löste Josh Newton ab, der seit 2005 dabei gewesen war.
2008 gab die Band bekannt, dass sie ihre Arbeit an einem Endpunkt angekommen sah und deshalb nicht weiter fortsetzen werden – unter ausdrücklicher Vermeidung des Wortes „Trennung“. Es erschien das letzte Album der Band Live At Looney Tunes der Live-Mitschnitt eines Auftrittes vom 8. Januar 2008 zugunsten eines New Yorker Plattenladens namens Looney Tunes. Es enthält Aufnahmen aus fast allen Schaffensphasen der Band.
Anschließend spielten die Mitglieder in anderen Bands. Jeff Gretz spielte wieder bei Zao, Francis Mark und Rob Lauritson haben mit ihrer neuen Band Warship ein Album veröffentlicht, sich dann aber wieder getrennt. Francis Mark sang auch bei Tidal Arms, Brian Deneeve hatte ebenfalls eine neue Band namens Summer Law.

## Diskografie

### Alben
- 2001: Too Bad You’re Beautiful
- 2003: The Fiction We Live
- 2005: Abandon Your Friends
- 2007: Holding a Wolf by the Ears

### Split-Alben
- 2005: The Bled and From Autumn to Ashes Vagrant Sampler

### EPs
- 2000: Sin, Sorrow and Sadness
- 2007: These Speakers Don’t Always Tell the Truth (Limited Edition)
- 2008: Live at Looney Tunes

### Singles
- The After Dinner Payback
- Autumns Monologue
- No Trivia

### Beiträge für Sampler
- 2002: Capeside Rock (Warped Tour Compilation)
- 2003: Chloroform Perfume (Punk Goes Acoustic)
- 2004: Territorial Pissings (Live) (Another Year on the Streets, Vol. 3)

### Beiträge für Soundtracks
- 2003: The After Dinner Payback (2:50) (Freddy vs. Jason)
- 2005: Betwixt Her Getaway Sticks (3:10) (Masters of Horror)
- 2005: Let's Have a War (2:48) (Fear-Cover, Tony Hawk’s American Wasteland)
- 2008: On the Offensive (3:42) (Saw IV)

## Musikvideos
- 2001: The Royal Crown Vs. Blue Duchess
- 2003: The After Dinner Payback
- 2003: Lilacs & Lolita
- 2003: Milligram Smile
- 2005: Where Do You Draw the Line
- 2007: Pioneers
- 2007: Deth Kult Social Club